# Pierre de Lucedio
Pierre de Lucedio, ou Pierre de Magnano ou encore Pierre d'Ivrée, né entre 1140 et 1150 et mort le 2 septembre 1216, est un moine cistercien et un prélat d'origine italienne.
Il fut abbé de Rivalta de 1180 à 1185, abbé de Lucedio de 1185 à 1205, abbé de La Ferté de 1205 à 1206, évêque d'Ivrée de 1206 à 1208 et patriarche d'Antioche de 1209 jusqu'à sa mort.
Pierre avait une réputation d'administrateur et de médiateur. Il consolida les biens de ses abbayes et servit plusieurs papes en tant que juge délégué. Il entretenait des relations particulièrement étroites avec le pape Innocent III, dont il joua un rôle majeur dans la réforme générale du clergé en Lombardie. Il participa à la quatrième croisade et à l'établissement de l'Empire latin de Constantinople, ainsi qu'à la prédication de la croisade suivante en Lombardie.

## Biographie

### Abbé de Rivalta et Lucedio
Pierre naquit probablement dans les années 1140 dans une famille vassale de l'évêque de Vercelli, lié à la ville de Magnano. Il avait un frère nommé Obertus, qui vivait en 1185. Pierre fit probablement ses études à la cathédrale de Verceil avant d'entrer au monastère cistercien de Santa Maria di Lucedio. En janvier 1180, il devint le premier abbé de San Giovanni di Rivalta Scrivia, une église qui, avec sa nomination, devint une maison-fille de Lucedio et également sujette de l'évêque de Tortone.
En 1185, Pierre retourna à Lucedio comme abbé où il adopta un programme de consolidation des biens de l'abbaye. 
Pierre était proche du marquis Boniface de Montferrat, dont la famille, la Aleramici, avait fondé Lucedio en 1124. En 1193, lorsque Boniface eut besoin d'argent, Pierre lui accorda un prêt, la forêt entourant le monastère servant de gage, avec l'accord du chapitre général cistercien. En 1194, Boniface rédigea son testament à Moncalvo en présence de l'abbé. Il léguait à Lucedio deux fermes et des moulins.
Grâce à ses talents d'administrateur, Pierre servit à plusieurs reprises comme juge-délégué pontifical aux côtés de l'évêque Albert de Verceil dans les années 1190. Par la suite, le pape Innocent III fit largement appel à Pierre en Lombardie entre septembre 1198 et 1201, souvent sans Albert de Verceil à ses côtés.

### Quatrième croisade
Au printemps 1201, Pierre rejoignit le marquis Boniface de Montferrat pour préparer la quatrième croisade. Il se trouvait avec lui à Soissons durant l'été, lors duquel le marquis prononça officiellement son vœu de croisade devant l'armée française qui se rassemblait. Il accompagna probablement Boniface à Paris pour rencontrer le roi Philippe Auguste. En septembre 1201, il se rendit à Cîteaux pour obtenir du chapitre général l'autorisation de partir en croisade avec Boniface. Il y prononça vraisemblablement son vœu de croisé, bien que le compte rendu du chapitre général ne le mentionne pas parmi les abbés autorisés à partir en croisade. En mai 1202, il était de retour à Lucedio puis il se rendit avec Boniface à Venise, où l'armée se rassemblait, puis à Rome.
Pendant leur absence, les croisés acceptèrent de rejoindre les Vénitiens pour attaquer Zara. En septembre 1202, Pierre fut chargé de rapporter une lettre d'Innocent III interdisant l'attaque de Zara. On ignore si Pierre arriva à Venise avant l'embarquement de l'armée, puis à Zadar avant ou pendant le siège, ou après la reddition de la ville. On a prétendu qu'il avait délibérément caché la lettre à l'armée, mais cela est peu probable, car Pierre conserva la confiance d'Innocent IIIjusqu'à la mort du pape. Il est plus probable qu'il remit la lettre à l'abbé Guy des Vaux-de-Cernay (en) à Venise, et que Guy la lut devant les dirigeants de Zadar,,.
Pierre faisait partie de l'armée qui arriva devant Constantinople en juin 1203. De cette date à mars 1205, il ne s'éloigna que rarement de Boniface. Avec le cardinal Soffredo, il convainquit Marguerite de Hongrie, la nouvelle épouse grecque de Boniface, veuve de l'empereur Isaac II Ange, de se convertir au catholicisme. Dans une lettre adressée au pape le 25 août 1203, l'empereur Alexis IV Ange attribua à Pierre, dont il loue le zèle, le mérite d'avoir été l'un des nombreux à l'avoir persuadé de rétablir la communion entre les Églises d'Orient et d'Occident.
Après l'assassinat d'Alexis et le sac de Constantinople par les croisés en avril 1204, Pierre fut choisi parmi les douze électeurs d'un nouvel empereur parmi les croisés. Sous l'influence vénitienne, ils choisirent le comte Baudouin VI de Hainaut. Lorsque Boniface partit conquérir son royaume de Thessalonique, Pierre le suivit. Boniface récompensa Pierre en lui accordant l'abbaye de Chortaïton comme dépendance de Lucedio,, mais Pierre fut appelé par Innocent III en mars 1205 pour servir de médiateur entre le roi Léon Ier d'Arménie et le comte Bohémond IV, qui se disputaient la succession de la principauté d'Antioche.

### Abbé de La Ferté et évêque d'Ivrée
Pierre retourna en Europe occidentale en 1205, après avoir appris son élection comme abbé de La Ferté, l'abbaye mère de Lucedio. Il n'en resta pas longtemps l'abbé, car il fut élu à l'évêché d'Ivrée en février ou mars 1206. Il quitta donc La Ferté et prit ses fonctions à Ivrée, mais dès qu'il constata la mauvaise situation financière de la ville, il abandonna le diocèse sans en informer le chapitre, prévoyant de s'installer dans un ermitage. Une lettre d'Innocent III, datée du 21 octobre 1206, le fut transmis et le persuada de revenir. Il fut alors consacré évêque entre le 30 décembre 1206 et le 11 mars 1207. À la même époque, il fut nommé juge délégué du pape.
En tant qu'évêque, Pierre servit de médiateur entre les comtes de Biandrate et la commune d'Ivrée concernant certains péages, tout en protégeant les droits du diocèse et de son ancien monastère, Lucedio, auquel les comtes avaient accordé des exemptions de péages. Au printemps 1207, Innocent III le nomma « visiteur et proviseur de Lombardie », chargé d'une réforme générale du clergé dans cette région. Il chargea également Pierre, Gérard et l'évêque Sicard de Crémone de prêcher une nouvelle croisade en Lombardie, qui deviendra la cinquième croisade.
Le 28 juin 1208, Innocent III offrit à Pierre le siège de Thessalonique (de), mais celui-ci la refusa. Début 1209, Pierre d'Angoulême, patriarche d'Antioche, mourut, emprisonné par le prince Bohémond IV d'Antioche lors du conflit de succession que Pierre n'avait pu résoudre en 1205. Innocent laissa le choix d'un successeur au patriarche de Jérusalem, qui se trouvait être son prédécesseur, Albert de Verceil. Albert choisit Pierre et Innocent l'informa le 5 mars 1209 de son transfert d'Ivrée à Antioche. Avant de quitter Ivrée, Pierre fit quelques dons au chapitre de la cathédrale. Il partit en mai ou juin 1209 et fit escale à Rome. Innocent lui confia alors des lettres adressées au chapitre d'Antioche, au clergé du patriarcat et à la garnison du château de Cursat.

### Patriarche d'Antioche
Innocent III félicita Pierre d'avoir accepté le patriarcat d'Antioche par « amour et vertu d'obéissance » plutôt que par souci d'avancement, d'ambition ou de prestige. À Antioche, Pierre trouva le litige de succession non résolu, Bohémond IV contrôlant de facto la principauté. Un arbitrage prévu en août 1210 ne put aboutir, Sicard de Crémone, l'un des arbitres, ne se présentant pas.
Afin de régler le litige de la succession, Pierre ouvrit des contacts avec l'émir d'Alep, El-Malik ed-Zahir Ghazi. Le 7 juin 1211, afin de soutenir cette démarche, le pape écrivit à ed-Zahir Ghazi pour féliciter Pierre. L'émir d'Alep n'était cependant pas neutre, mais plutôt un ennemi du roi d'Arménie. Ce dernier avait organisé l'élection d'un patriarche rival, qui fut déposé par Albert de Jérusalem sur ordre du pape. Face à cette situation, le pape écrivit à Pierre pour l'encourager à la persévérance. Le 26 septembre 1212, le pape lui écrivit à nouveau pour lui exprimer sa pleine confiance.
À partir de 1213, on ne trouve plus aucune trace des activités de Pierre. Il fut représenté au quatrième concile du Latran par un suffragant, l'évêque de Tortose. Peut-être se sentait-il trop âgé pour entreprendre ce long voyage ou peut-être était-il malade. La date de sa mort est indiquée comme étant le 2 septembre dans la nécrologie de Lucedio, et on sait qu'une élection pour son successeur eut lieu le 31 août 1217, date à laquelle le pape Honorius III annula le choix de Pélage d'Albano et ordonna une nouvelle élection. La mort de Pierre semble avoir eut lieu le 2 septembre 1216.